# Wake-Ralle
Die Wake-Ralle (Hypotaenidia wakensis, Synonym: Gallirallus wakensis) war ein flugunfähiger, bodenbrütender, strandbewohnender Vogel, der vermutlich von der Bindenralle (Hypotaenidia philippensis) abstammte.

## Aussehen
Ohrdecken und Zügel sind dunkelbraun und es gibt einen hellgrauen Überaugenstreifen. Das Kinn ist weiß, der Hals oben weiß und unten grau. Die Oberseite der Ralle ist dunkel aschbraun bis erdbraun. Die Unterseite ist aschbraun, zur Bauchmitte hin weißlich. Über die Brust verläuft ein nicht immer deutlich ausgeprägtes, hell rostfarbenes Band. Der Schwanz ist einfarbig braun. Flanken, Brust- und Bauchseiten sowie Unterschwanzdecken haben enge weiße Querbinden. Achselfedern und Unterflügeldecken sind braun mit weißer Querbänderung.

## Vorkommen und Aussterben
Die Ralle lebte endemisch auf der 6,5 km² großen Koralleninsel Wake Island im westlichen Stillen Ozean zwischen Hawaii und der Gruppe der Marianen. Vor Beginn des Zweiten Weltkrieges war die Ralle dort noch weit verbreitet. Während der japanischen Besetzung der Insel im Zweiten Weltkrieg starb sie aus, und auch sonst waren nach dieser Besatzungszeit nahezu keine Vögel vorhanden. Deshalb ist anzunehmen, dass die Ralle von den hungernden japanischen Besatzungstruppen zu ihrer Ernährung gejagt und dadurch ausgerottet wurde. Sie ist nach 1945 nicht wieder nachgewiesen worden. Die sehr weichen Flügel- und Schwanzfedern deuten darauf hin, dass das Flugvermögen gering war.

## Weiterführende Literatur
- Storrs L. Olson, Mark J. Rauzon: The Extinct Wake Island Rail Gallirallus wakensis: A Comprehensive Species Account Based on Museum Specimens and Archival Records. The Wilson Journal of Ornithology 123 (4) S. 663–689. 2011, doi:10.1676/11-029.1